# Spiders de Richmond
Les Spiders de Richmond représentent l'Université de Richmond à Richmond, en Virginie. Ils participent à la Division I de la National Collegiate Athletic Association (NCAA) en tant que membre de l'Atlantic 10 Conference pour la plupart des sports.

## Le nom
De 1876 au début des années 1890, les équipes sportives de Richmond sont connues sous le nom de Colts, apparemment pour leur rôle de « groupe énergique de jeunes poulains ». À un moment donné diversement rapportés comme 1892, 1893 ou 1894, elles ont pris le nom de Spiders. Les origines du nom sont quelque peu incertaines, mais la version la plus courante décrit une équipe de baseball composée d'étudiants de Richmond et de résidents de la ville qui aurait pris le nom Spiders après que Ragland Chesterman du Richmond Times-Dispatch a utilisé ce terme pour désigner le lanceur Puss Ellyson, à cause de ses bras maigres et de l'étirement de son coup de pied. À ce jour, Richmond est la seule université des États-Unis à avoir reçu le surnom officiel de Spider,.

## Sports pratiqués
Les équipes sportives de Richmond représentent un total de 7 équipes masculines et 10 équipes féminines :
| Équipes masculines | Équipes féminines   |
| ------------------ | ------------------- |
| Baseball           | Basket-ball         |
| Basket-ball        | Cross-country       |
| Cross-country      | Hockey sur gazon    |
| Football américain | Golf                |
| Golf               | Crosse              |
| Crosse             | Football            |
| Tennis             | Natation et plongée |
|                    | Tennis              |
|                    | Athlétisme*         |

*L'athlétisme comprend les équipes en salle et en plein air.

### Baseball
L’équipe de baseball de l’université de Richmond est entraînée depuis 2013 par l’ancien joueur de la Ligue majeure de baseball, Tracy Woodson (en). Les Spiders se sont qualifiés pour le tournoi de la NCAA à huit reprises, dont une apparition dans le Super Régional en 2012, la dernière apparition au tournoi ayant lieu en 2003.
Les Spiders jouent leurs matchs à domicile au Malcolm U. Pitt Field (en), d'une capacité de 600 places, sur le campus.

### Football américain
Richmond est champion de la Football Championship Subdivision de la NCAA pour la saison 2008. Après avoir évolué en Colonial Athletic Association, les Spiders participent depuis 2025 à la Patriot League de la division I du championnat de football de la NCAA. L'ancien entraîneur-chef des Mocs de l'université du Tennessee à Chattanooga, Russ Huesman (en), est nommé entraîneur-chef des Spiders le 14 décembre 2016, en remplacement de Danny Rocco (en) qui part pour devenir entraîneur-chef des Fightin' Blue Hens de l'université du Delaware.
En 2008, Richmond bat les Colonels d'Eastern Kentucky (en), les Mountaineers d'Appalachian State et les Panthers de Northern Iowa pour se qualifier pour le championnat de football de la NCAA contre les Grizzlies du Montana. Lors du match de championnat national FCS du 19 décembre 2008, ils battent le Montana 24 à 7 pour remporter le premier titre national par équipe de l’université de Richmond, dans tous les sports.
Le rival traditionnel des Spiders est le Tribe de William & Mary. Le vainqueur du match annuel entre les deux équipes revendique la Capital Cup (en) (anciennement le trophée I-64), qui témoigne de la signification historique des villes de Williamsburg et de Richmond en tant que deux dernières capitales du Commonwealth de Virginie.

## Installations
- Le E. Claiborne Robins Stadium (en), nommé en l'honneur du philanthropie historique envers l'école, abrite les programmes de football américain, de football, de crosse, et d'athlétisme de Richmond[15]. Le Stade Robins, qui a ouvert ses portes en 2010 avec une capacité de 8 700 places, a été construit sur le site d’un ancien stade plus petit, connu à plusieurs reprises sous le nom de complexe de football / piste et de stade du Premier Marché.
- Le Robins Center (en) abrite les programmes de basketball masculin et féminin. L'immeuble a été inauguré en 1972 et a fait l'objet d'une rénovation de 17 millions de dollars en 2013-2014 afin de moderniser ses installations[16]. La rénovation a ramené le nombre de places assises de 9 071 à 7 201, remplaçant les sièges situés dans les coins supérieurs par des espaces de réception en terrasse. Outre le stade de basket-ball, le Centre Robins comprend un natatorium, où se déroule le programme de natation et de plongée pour les femmes[17], ainsi que des bureaux et des installations de soutien pour la plupart des programmes sportifs des Spiders.
- Malcolm U. Pitt Field (en) est le stade de baseball de Richmond avec des gradins pouvant accueillir 600 spectateurs. Le stade a ouvert ses portes en 1975 et a été modernisé en 2015 avec un terrain en gazon synthétique. Les zones d’entraînement en salle pour le programme de baseball sont situées dans le gymnase Millhiser, adjacent au centre Robins[18].
- Crenshaw Field abrite le programme de hockey sur gazon féminin. L'installation comprend un terrain AstroTurf installé en 2011 et des lumières ont été ajoutées en 2014 pour permettre des pratiques et des jeux de nuit[19].
- Le complexe de tennis de Westhampton abrite les programmes de tennis masculins et féminins. Les installations extérieures comprennent huit courts, un tableau d’affichage électronique et des sièges de style amphithéâtre pour les spectateurs[20]. Une rénovation de 1 million de dollars du complexe en 2017 étendra l'installation à dix terrains dotés d'une toute nouvelle surface de jeu et de nouvelles installations pour les spectateurs[21].
- En 2014, les équipes de golf masculines et féminines de Richmond ont élu domicile à l'Independence Golf Club, à Midlothian, en Virginie[22]. Le club a été entièrement rénové en 2014 et comprend un parcours de championnat de 18 trous, un parcours de 9 trous par 3, deux practice, trois putting greens et un terrain d'entraînement pour les parties courtes[23].